# Théodore Vacquer
Théodore Vacquer, né le 22 avril 1824 à Paris et mort le 24 mai 1899 à Paris, est un archéologue et architecte français. Il est à l'origine de nombreuses découvertes dans Paris, dont les arènes de Lutèce en 1869, et est considéré comme le fondateur de l'archéologie parisienne,,.

## Biographie

### Famille et formation
La famille de Louis Théodore Vacquer est d'origine parisienne. Adolescent, il envisage une carrière d'ingénieur. Il suit des cours dans une institution préparatoire du Marais dans le but de se présenter au concours de l'École Polytechnique. À l'été 1840, alors âgé de seize ans, il échoue aux examens d'entrée. Cette déconvenue le pousse à s'orienter vers l'architecture : il fréquente les ateliers de Martin-Pierre Gauthier et François Debret, auprès desquels il perfectionne ses talents de dessinateur. Dès 1846, son nom est référencé au sein de l'Annuaire des lettres, des arts et des théâtres, dans la catégorie des « peintres, sculpteurs, graveurs, architectes et lithographes qui ont exposé depuis six ans ». À cette époque, il réside au 32, rue de la Harpe.  

### Carrière d'archéologue
À partir de 1844, le jeune architecte suit les travaux exécutés rue Cocatrix et met au jour les vestiges antiques de l'île de la Cité. Théodore Vacquer est alors amené à collaborer avec Albert Lenoir, le fondateur du Musée du Moyen Âge de Cluny ; ce dernier sollicite ses talents de dessinateur afin d'illustrer certaines planches de la Statistique Monumentale de Paris, un ouvrage d’érudition consacré aux anciens monuments de la capitale. Il devient, en 1847, conducteur des travaux de la Ville de Paris, exerce une surveillance archéologique sur les différents chantiers en cours dans la capitale, et réalise les premières fouilles du parvis de la cathédrale Notre-Dame (sous la responsabilité d'Albert Lenoir qui publiera de son nom les résultats des travaux de Vacquer) puis de la Tour Saint-Jacques après 1848. Ses qualités d'observateur lui valent d’être remarqué par Rambuteau préfet de la Seine, qui lui confie la direction des fouilles archéologiques de la place du Parvis-Notre-Dame en 1847, puis de la tour Saint-Jacques en 1852. Il mène ensuite deux importantes campagnes autour de l'église Saint-Germain-des-Prés en 1876 et 1880.  
En 1866, Théodore Vacquer est nommé inspecteur au service historique de la ville Paris. Il est missionné par l'administration parisienne pour suivre les grands travaux haussmanniens et dresser l'inventaire des vestiges archéologiques. Ainsi, il met au jour avec l'ensemble de ses recherches les origines gallo-romaines de Paris et permet de mieux comprendre l'organisation de la ville à l'époque à la période de Lutèce. Il a notamment démontré que les voies romaines ne sont pas nécessairement dallées et ainsi révèle les traces des artères de la ville sous la période romaine en retrouvant les traces du « macadam » utilisé et constitué d'un agglomérat de cailloutis. Sa découverte la plus importante est celle des arènes de Lutèce en 1869 lors des travaux d'aménagement de la rue Monge pour la construction d'une ligne d'omnibus.

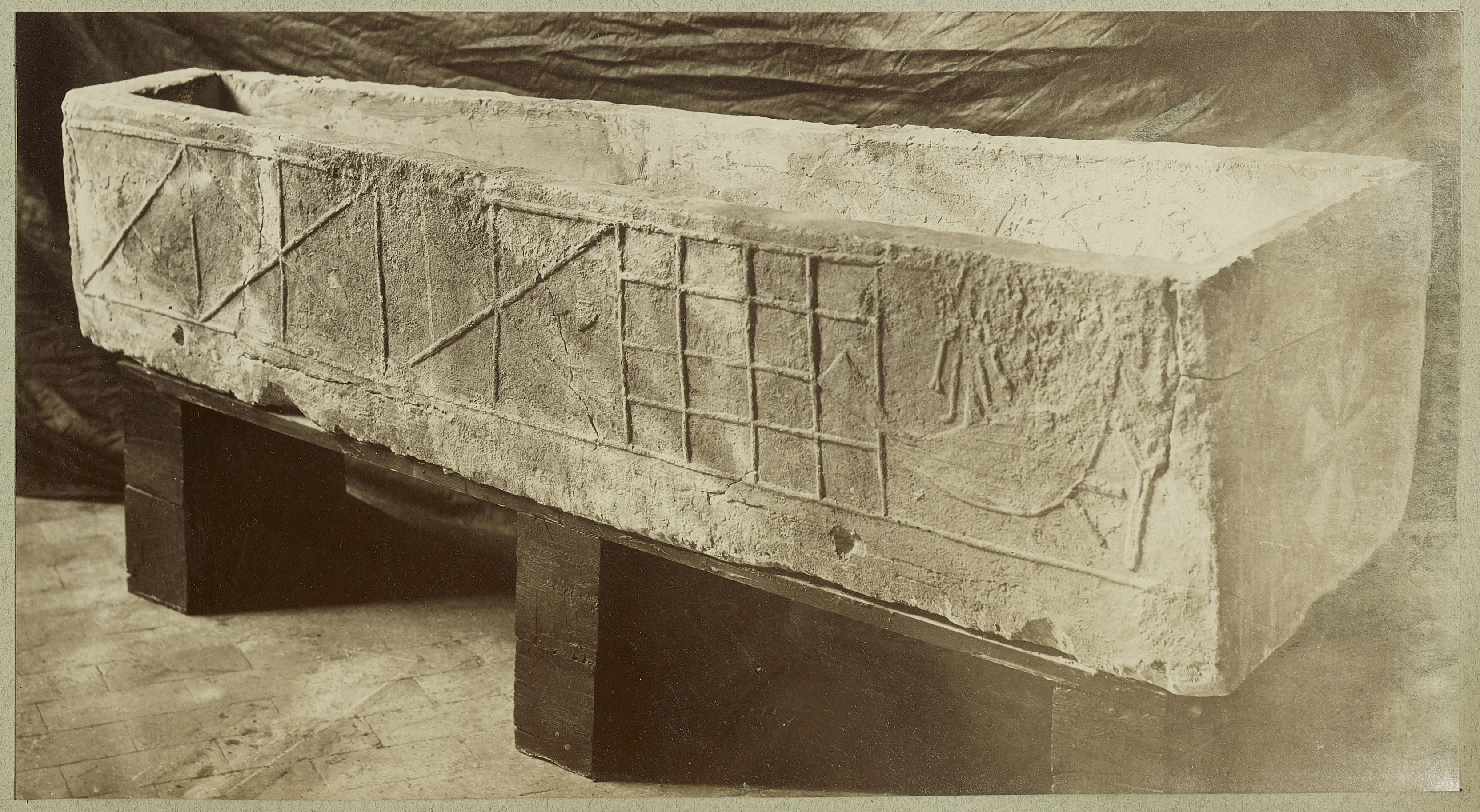
Sarcophage trouvé lors des fouilles de la rue de la Montagne-Sainte-Geneviève.

Parmi ses principaux chantiers se trouvent :
- les fouilles de la nécropole Saint-Marcel (boulevard Arago, avenue des Gobelins)
- les fouilles de la nécropole Saint-Jacques (boulevard Saint-Jacques, rue Pierre-Nicole)
- la découverte des thermes du Collège de France
- la découverte du Forum (rue Soufflot)
- la découverte des arènes (rue Monge)
- la découverte du théâtre antique (rue Racine)
- une partie d'un quartier du Haut-Empire au Jardin du Luxembourg
- l'identification de l'essentiel de la voirie de Lutèce, dont le cardo maximus (boulevard Saint-Jacques)
- les fouilles préalables à la construction de l'Hôtel-Dieu, et la mise au jour de l'édifice Régnard (habitat privé du Bas-Empire, doté d'équipements thermaux)
- la découverte de plusieurs tronçons de l'enceinte gallo-romaine de l'île de la Cité
- l'identification de la basilique antique dite du Marché aux fleurs, sur l'île de la Cité
- les fouilles de la Cour du Louvre, et le dégagement des fondations de la forteresse médiévale
- les fouilles de l'abbaye de Saint-Germain-des-Prés et la mise au jour des vestiges de la basilique mérovingienne

Devenu en 1872 sous-conservateur du musée Carnavalet Théodore Vacquer organise les collections archéologiques de la ville de Paris qui sont présentées dans des salles qu'il ouvre au public en 1880. En 1897, il est finalement poussé à la retraite. La même année, la Commission du Vieux Paris (CVP) est créée : il s'agit du premier service archéologique municipal de Paris, chargé d'assurer la sauvegarde du patrimoine parisien et de poursuivre l'œuvre de Théodore Vacquer. Ce dernier meurt le 24 mai 1899 dans son appartement de l'île Saint-Louis situé au 2, rue Boutarel, avant d'avoir rédigé l'ouvrage qu'il projetait sur l'histoire de Paris.

## Héritage
La Ville acquiert plus de 10 000 manuscrits – les « Papiers Vacquer » – qui retracent les découvertes réalisées par l'archéologue au cours de sa longue carrière. L'ensemble de ces archives est aujourd'hui conservé à la Bibliothèque historique de la ville de Paris (BHVP). En 1912, l'historien Félix de Pachtère réalise le premier ouvrage sur les travaux de Vacquer, intitulé Paris à l'époque gallo-romaine puis Paul-Marie Duval en 1961 qui travaille sur les documents de l'archéologue et publie en 1961 Paris antique aux éditions Hermann. Après plus d’un siècle d’activité, le secrétariat permanent de la Commission du Vieux Paris – jusque-là rattachée au cabinet du Maire – devient, en 2003, le Département d'Histoire de l'Architecture et d'Archéologie de Paris (DHAAP). Il est désormais intégré à la Direction des Affaires Culturelles et à la sous-direction du Patrimoine et de l'Histoire. 

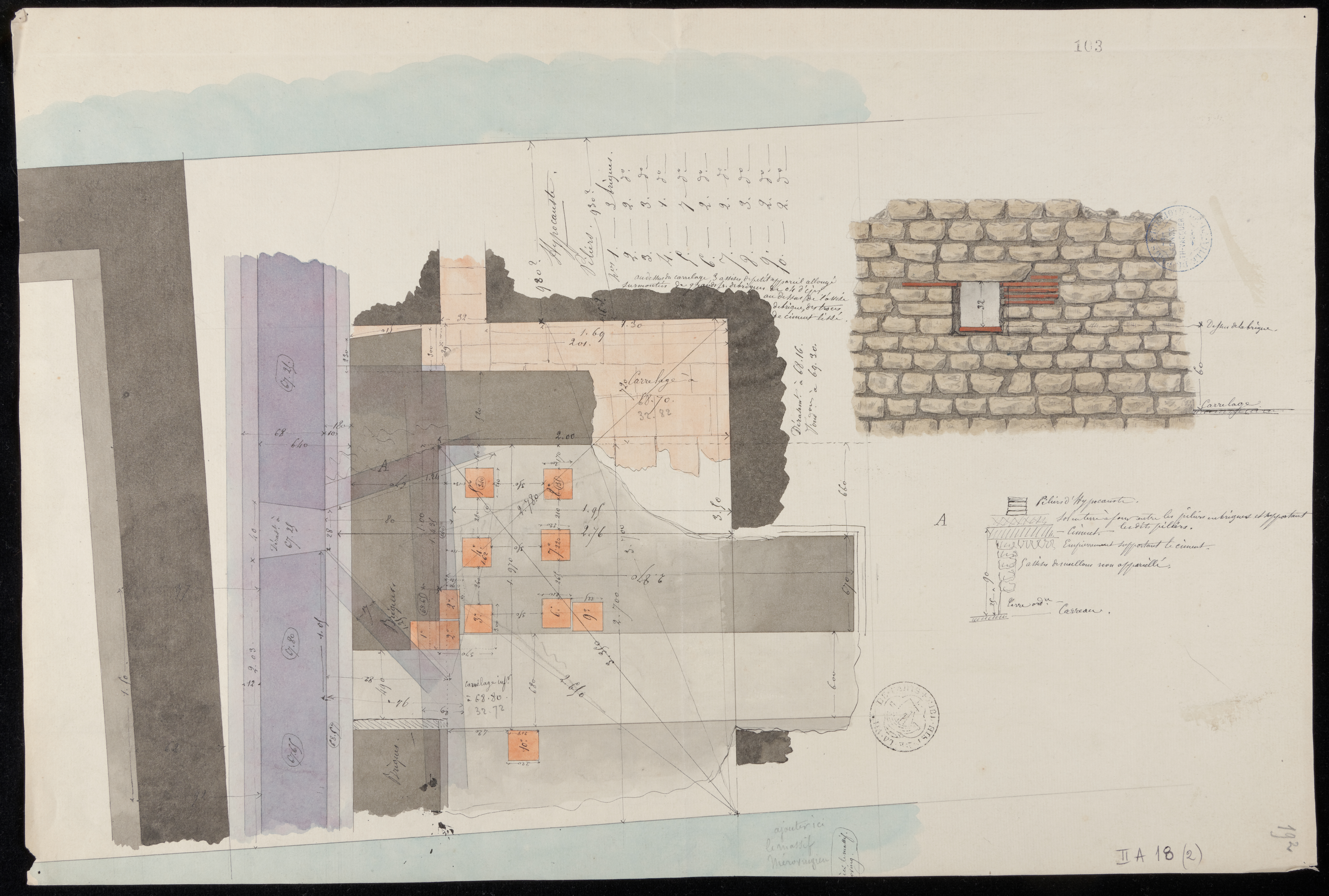
Relevé de la fouille du parvis de Notre-Dame (1847), BHVP.
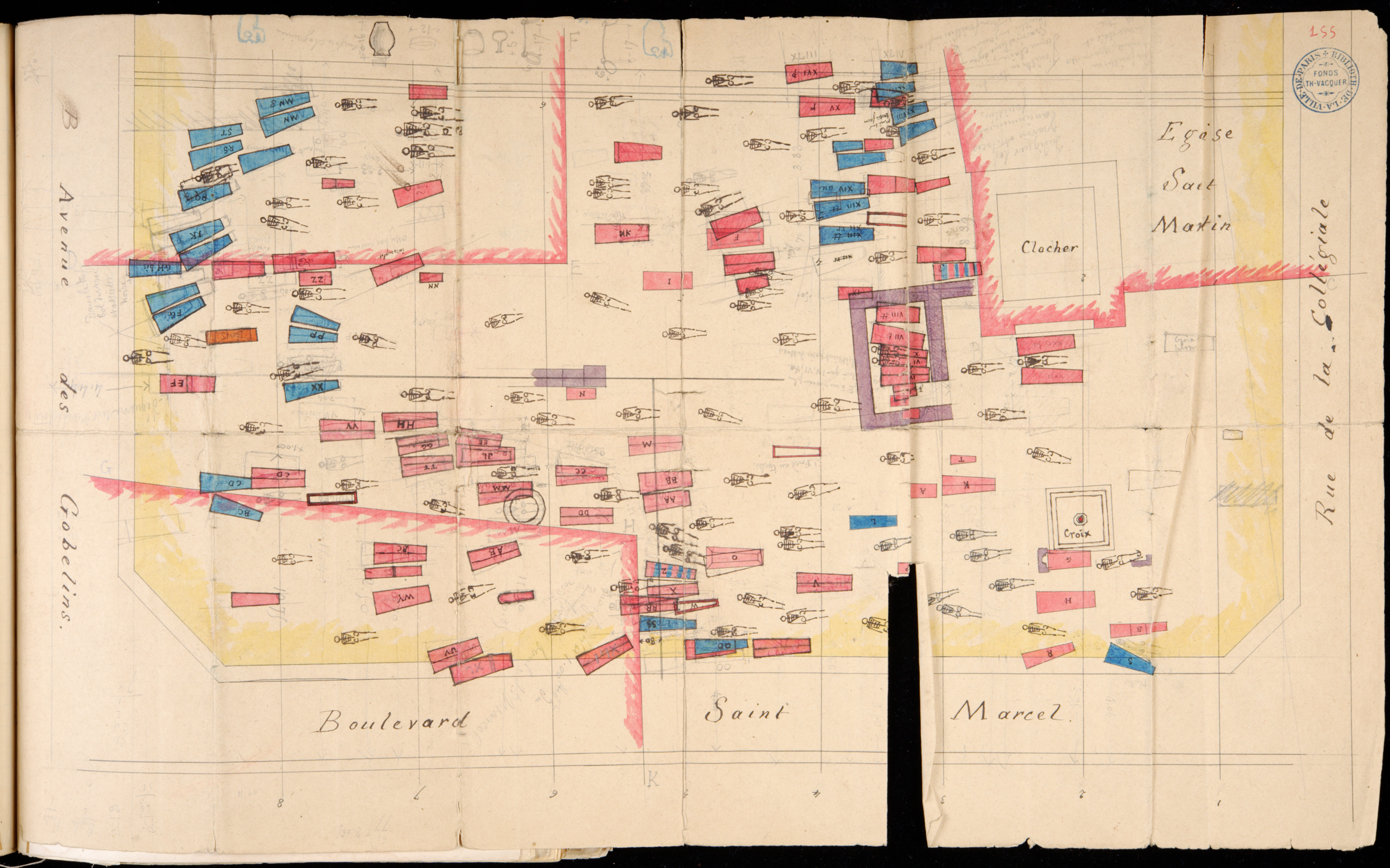
Plan d'une partie de la nécropole Saint-Marcel, BHVP.
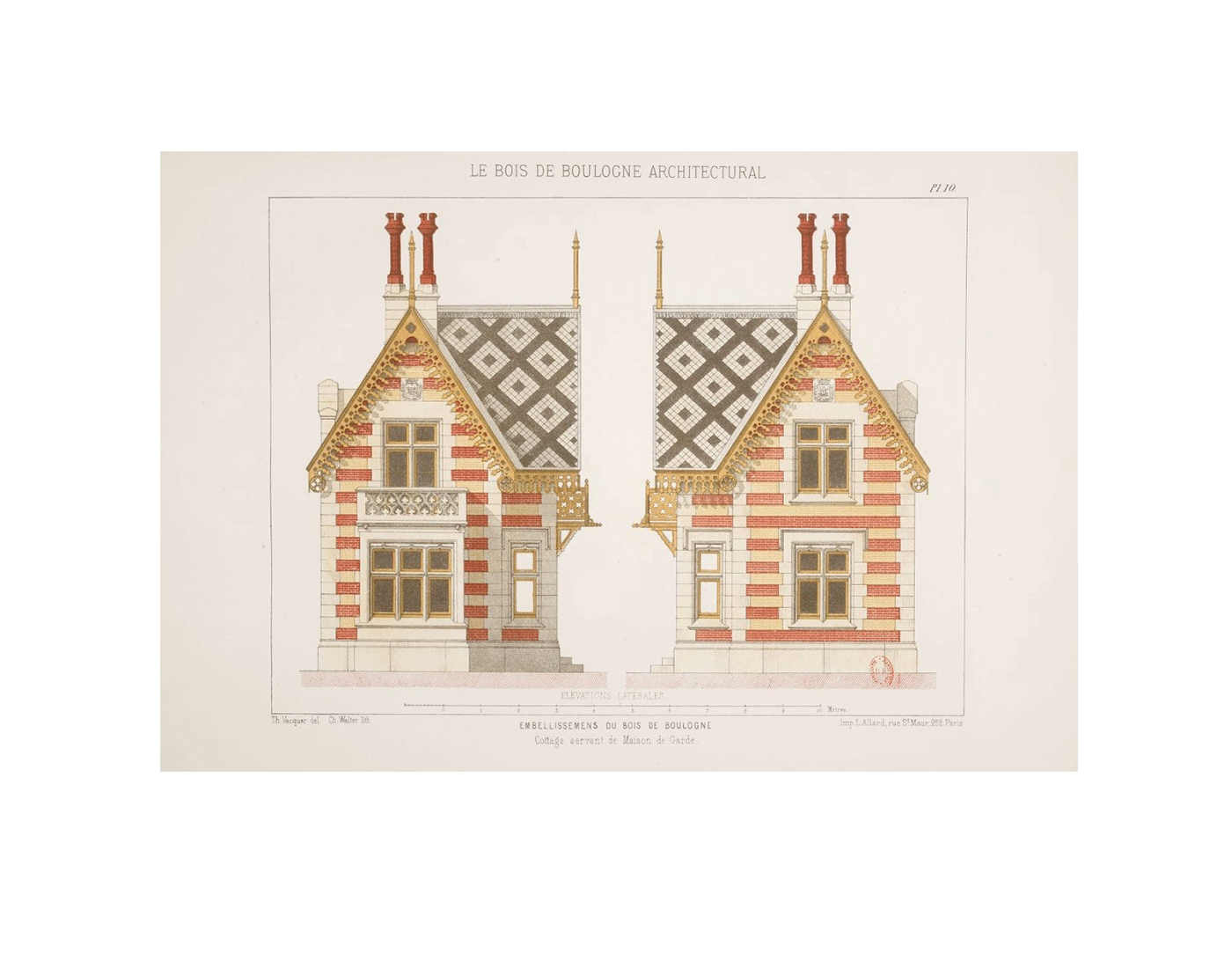
Illustrations de Théodore Vacquer sur les constructions du bois de Boulogne[12].
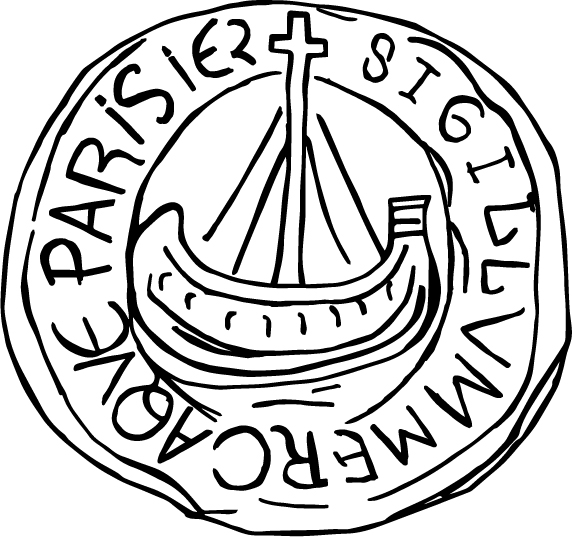
Dessin de Théodore Vacquer du sceau des « marchands de l’eau » parisiens au XIIIe siècle, BHVP[13].

## Hommage
- Allée Théodore-Vacquer (Paris)